# Errol Cova
Errol Cova is een Antilliaans vakbondsleider en politicus.
Cova was vicepremier en minister van Economische Zaken in de regering van Etienne Ys. Hij vertegenwoordigde de Partido Laboral Krusada Popular. Hij toonde zich een bewonderaar van de Bolivariaanse revolutie in Venezuela en reisde enkele malen naar het grote buurland. Zijn openlijke steun aan president Hugo Chavez bracht hem op de Antillen in de problemen. Zo eiste hij in een interview het vertrek van de Amerikaanse drugsbestrijdingseenheid van de Antillen, en zei hij tegen de Venezolaanse vicepresident Mangel, dat het Nederlandse kolonialisme de Antillianen een minderwaardigheidsgevoel tegenover de Hollanders, maar ook een superioriteitsgevoel ten opzichte van de andere volkeren in Latijns-Amerika had gegeven. Uiteindelijk moest Cova aftreden.
In 2008 verzette hij zich hevig tegen de staatkundige overeenkomst tussen Nederland en de afzonderlijke eilanden, die moeten leiden tot meer zelfstandigheid of juist een nauwere band met Nederland. Cova riep Nederland op om op grond van het Handvest van de Verenigde Naties artikel 73 toe te werken naar de zelfstandigheid van de Antillen.